# Alfred Kohla
Alfred Kohla (* 12. Februar 1895 in Schluckenau; † unbekannt) war ein sudetendeutscher Bankkaufmann und Landrat.

## Leben und Wirken
Nach dem Schulbesuch schlug Kohla eine Ausbildung zum Bankkaufmann ein und war als solcher in seiner unweit der Grenze zu Sachsen gelegenen Heimatstadt, die nach dem Ende des Ersten Weltkrieges an die neugebildete Tschechoslowakei gelangte, tätig.
Nach der Besetzung der Grenzgebiete der Tschechoslowakei durch das Deutsche Reich und der Bildung des Reichsgaus Sudetenland wurde Kohla im Oktober 1939 mit der Wahrnehmung der Geschäfte des Landrats im Landkreis Schluckenau beauftragt. Er löste dort Heinz Ritter aus Esslingen, der einige Monate zuvor kommissarisch als Landrat in Schluckenau eingesetzt worden war. Kohla blieb dort bis zu seiner am 28. April 1943 erfolgten Einberufung zum Kriegsdienst bei der deutschen Wehrmacht im Amt. Bereits im Mai 1943 wurde er als Landrat in den Wartestand versetzt und gleichzeitig vorübergehend an die Regierung in Wiesbaden überwiesen.
Er war 1933 Mitglied der Sudetendeutschen Partei geworden, für die er als Landesvertreter tätig war. Am 1. November 1938 trat er der NSDAP bei (Mitgliedsnummer 6.601.311), deren Kreisleiter er in Schluckenau wurde. Als solcher kandidierte er 1938 für den Reichstag. 1938 wurde er auch Mitglied der Sturmabteilung (SA), in der er am 30. Januar 1942 zum Hauptsturmführer befördert wurde. Er gehörte der Stabsstandarte 141/Brigade 102 an.